# Cantone di Bains-les-Bains
Il Cantone di Bains-les-Bains era una divisione amministrativa dell'arrondissement di Épinal.
È stato soppresso a seguito della riforma complessiva dei cantoni del 2014, che è entrata in vigore con le elezioni dipartimentali del 2015.
Comprendeva i comuni di:
- Bains-les-Bains
- Fontenoy-le-Château
- Grandrupt-de-Bains
- Gruey-lès-Surance
- Harsault
- Hautmougey
- La Haye
- Montmotier
- Trémonzey
- Vioménil
- Les Voivres